# Patricio Gallardo
Carlo Patricio Cuenca Gallardo (Ciudad de México, 9 de agosto de 1996), más conocido como Patricio Gallardo, es un actor mexicano. Saltó a la fama por su papel de Enrique Calderón en el serie original de Nickelodeon, 11-11: en mi cuadra nada cuadra, Jorge Gallardo en Silvana sin lana y Gerry en Control Z.

## Biografía

### Inicios
Patricio Gallardo nació el 9 de agosto de 1996 en Ciudad de México, México. Gallardo desde que era un niño le apasionaba el mundo artístico. Proviene de una familia talentosa, ya que su tío, Gerardo, también es histrión de televisión y cine, lo que influyó en el gusto de Patricio por ser partícipe de esta carrera. Cuando tenía dos años y medio debutó en la telenovela Canción de amor, con Eduardo Capetillo y su tío. A los doce años empezó a prepararse musicalmente, ya que tenía la vena artística proveniente de su abuela, la cual le obsequió sus primeros instrumentos, una guitarra y un teclado, en busca de algún día formar un grupo.

### Ascenso a la fama y 11-11
De manera ya más profesional en el año 2011 tuvo su primera participación en televisión mexicana interpretando a Ignacio en la serie de Tv Azteca y Corazón Films, Lucho en familia, al lado de reconocidos actores como Rodolfo Arias y Eduardo Arroyuelo, entre otros. Su gran oportunidad vino un año después, cuando viajó a Miami para hacer el tráiler de la serie juvenil 11-11: En mi cuadra nada cuadra de Nickelodeon Latinoamérica, quedándose con el estelar de Kike, un adolescente apasionado por la tecnología, recién mudado al particular edificio "11-11". La aceptación del público fue inmediata, ya que también grabó dos de los temas centrales del show. Gracias a este proyecto fue nominado como Actor Favorito en los Nickelodeon Kids' Choice Awards y Argentina 2013. La serie ha conquistado América Latina y el 2 de septiembre de 2013, se estrenó en Brasil, uno de los mercados más grandes del continente.
Tiene su canal oficial de You Tube, el cual lanzó con la versión Lego House de Ed Sheeran. Trabajo en la serie de Nickelodeon Toni, la chef como Nacho, el mejor amigo de Toni. En 2016 trabajó en la telenovela Silvana sin lana donde interpreta a Jorge Gallardo.
En 2020 debutó en la empresa de entretenimiento estadounidense, Netflix, como Gerry Granda en la serie Control Z.

## Filmografía
| Año       | Título                          | Personaje                    | Notas                                                   |
| --------- | ------------------------------- | ---------------------------- | ------------------------------------------------------- |
| 2011      | Lucho en familia                | Ignacio                      | Debut en la televisión                                  |
| 2013      | 11-11: En mi cuadra nada cuadra | Enrique "Kike" Calderón      | Elenco principal, serie de TV Nickelodeon Latinoamérica |
| 2014      | Cosita linda                    | Nico                         | Elenco recurrente, telenovela                           |
| 2015      | Toni, la Chef                   | Ignacio José "Nacho" Rosales | Elenco principal, serie de TV Nickelodeon               |
| 2016-2017 | Silvana sin lana                | Jorge Gallardo               | serie de Telemundo                                      |
| 2019      | Preso No.1                      | Jaime Bracamontes            | Elenco Recurrente                                       |
| 2020-2022 | Control Z                       | Gerardo "Gerry" Granda       | Elenco principal, serie de TV Netflix                   |
| 2023      | Juego de mentiras               | Tomás del Río                | Elenco principal, telenovela de Telemundo               |
| 2025      | Yo no soy Mendoza               | Chava Mendoza                | Elenco principal, telenovela de Netflix                 |

## Premios y nominaciones
| Año  | Premio                       | Categoría      | Trabajo                         | Resultado |
| ---- | ---------------------------- | -------------- | ------------------------------- | --------- |
| 2013 | Kids Choice Awards México    | Actor Favorito | 11-11: En mi cuadra nada cuadra | Nominado  |
| 2015 | Kids Choice Awards México    | Actor Favorito | Toni, la chef                   | Nominado  |
| 2015 | Kids Choice Awards Colombia  | Actor Favorito | Toni, la chef                   | Nominado  |
| 2015 | Kids Choice Awards Argentina | Actor Favorito | Toni, la chef                   | Nominado  |